# Verein Dampfbahn Bern
Der Verein Dampfbahn Bern ist ein Eisenbahnverkehrsunternehmen mit dem Fahrzeughaltercode VDBB und unterhält im Depot der ehemaligen Burgdorf-Thun-Bahn (BTB) in Konolfingen historische Eisenbahnfahrzeuge. Der Verein führt nebst Charter-Fahrten für Anlässe von Vereinen, Firmen oder Privatpersonen auch öffentliche Fahrten durch, insbesondere auf der Strecke der Emmentalbahn GmbH (ETB) von Huttwil nach Sumiswald-Grünen (Bahnstrecke Ramsei–Huttwil). Um auf der Strecke der ETB regelmässig Dampffahrten anbieten zu können, wurde zusammen mit dem Verein Historische Eisenbahn Emmental die Genossenschaft Museumsbahn Emmental gegründet.

## Geschichte

### Gaswerkbahn
Anlass zur Gründung des Vereins war die Stilllegung des Gaswerks der Stadt Bern im Dezember 1967, nachdem die Stadt an den Gasverbund Mittelland angeschlossen wurde.
In den Jahren 1841 bis 1843 erstellte die private Gasbeleuchtungs-Gesellschaft Société Bernoise dite Compagnie du Soleil im an der Aare gelegenen Marzili-Quartier das erste Gaswerk der Schweiz. 1861 wurde der Betrieb von der Stadt Bern übernommen. Verarbeitet wurde zunächst einheimische Kohle vom Beatenberg und aus Boltigen, die mit Schiffen über den Thunersee und die Aare zugeführt wurde.
Später wurde dank des Baus von Eisenbahnlinien ausländische Kohle bevorzugt. Die für das Gaswerk bestimmte Kohle (der Jahresbedarf betrug rund 20’000 Tonnen) musste nun mit Pferdefuhrwerken vom Bahnhof Bern ins Gaswerk geführt werden. Die Eröffnung der Gürbetalbahn im Jahr 1901 liess die Idee aufkommen, von der Station Wabern aus ein Anschlussgleis zu bauen. Aufgrund des Höhenunterschieds von 55 m wies in der Folge das rund 2,5 km lange Trassee eine Steigung von 35 ‰ auf. Zunächst sorgte die Gürbetalbahn mit ihren Lokomotiven für die Zufuhr der Kohlenwagen. Am 1. Mai 1908 erhielt das Gaswerk eine eigene Dampflokomotive vom Typ E 3/3 Tigerli.
Sechs Jahre vor der Stilllegung des Gaswerks erwarb die Stadt Bern 1961 zusätzlich eine Diesellokomotive vom Typ Em 2/2, genannt «Mutz».
Während das ehemalige Gaswerk-Areal heute als Kulturzentrum dient (vgl. Gaskessel), das Trassee der dazugehörenden Gaswerkbahn als Fussgänger- und Velo-Verbindungsweg von Wabern zum Marzili-Quartier in Bern dient und die Diesellok an die Sihltalbahn verkauft wurde, war vorgesehen, die noch vorhandene Dampflokomotive zu verschrotten.
Anlässlich eines Dorffestes in Wabern am 31. August und 1. September 1968 waren aber die Extrazüge mit der alten Dampflokomotive, genannt Lise, auf dem Trassee der Gaswerkbahn eine derart grosse Attraktion, dass beschlossen wurde, die Lok zu erhalten.

### Fahrbetrieb auf der Strecke der Sensetalbahn
In der Folge wurde die der Stadt Bern gehörende Dampflokomotive durch Lernende der Firma WIFAG Maschinenfabrik AG revidiert. Am 23. April 1971 wurde durch den zu diesem Zweck gegründeten Verein Dampfbahn Bern ein regelmässiger Dampfbetrieb auf der Strecke der Sensetalbahn aufgenommen. Anfänglich fuhren bei schönem Wetter die öffentlichen Dampfzüge jeweils am Samstag und Sonntag in den Monaten Mai bis Oktober. Die Lokomotive gehörte noch bis 1993 der Stadt Bern und wurde dann dem Verein geschenkt.
Als zusätzliche Lokomotive überliess von 1972 bis 1997 das Kraftwerk Laufenburg leihweise seine kleine zweiachsige Werklok E 2/2. Auch konnte vorübergehend die Lokomotive E 3/3 Nr. 5 der Sursee-Triengen-Bahn (ST) verwendet werden, als Gegenleistung für die Revision der Lokomotive durch den Verein Dampfbahn Bern. Von 1973 bis 1983 stand zudem leihweise die ehemalige Werklokomotive E 3/3 Nr. 11 des Von-Roll-Werks Klus zur Verfügung.

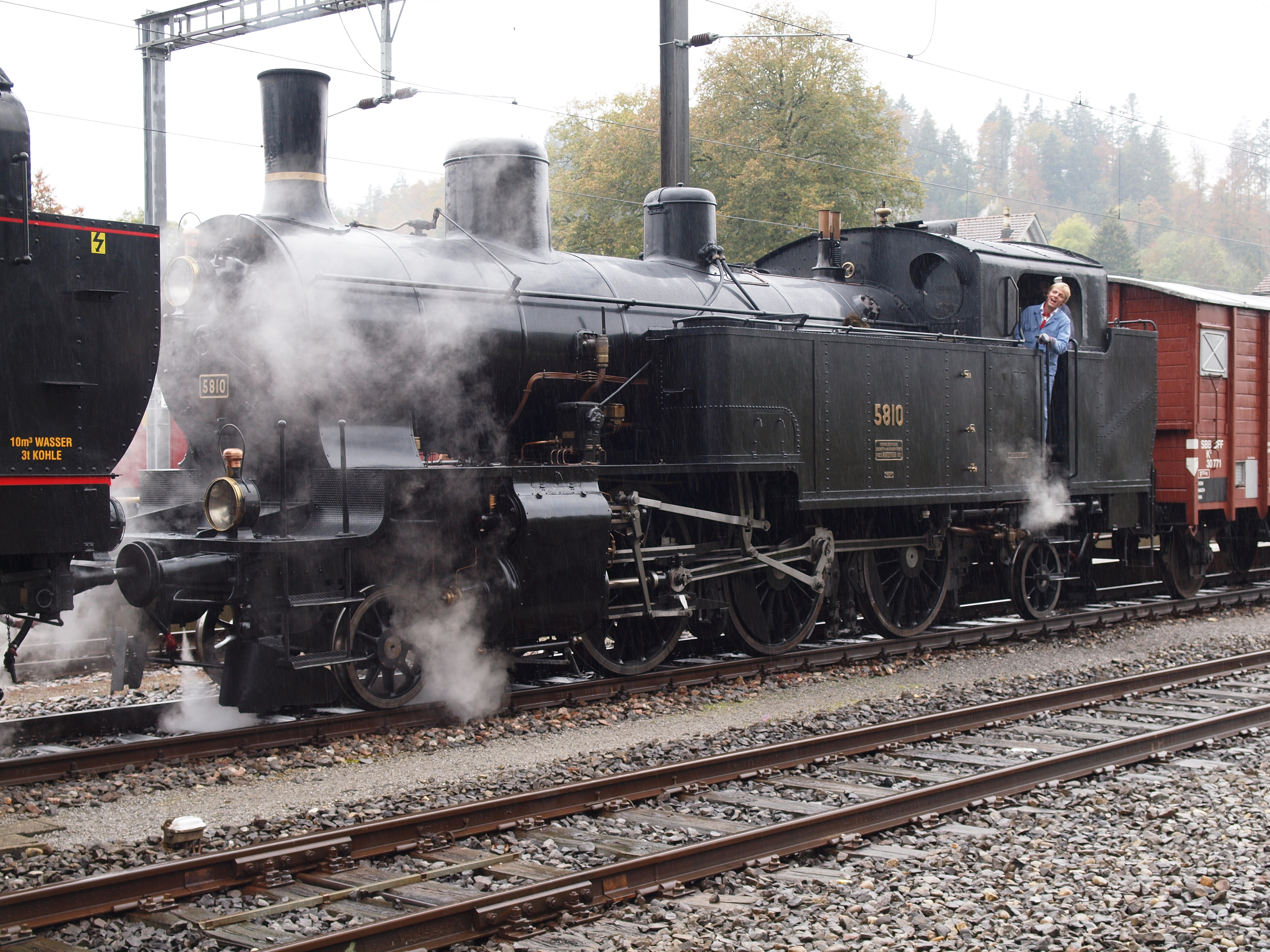
Dampflokomotive Eb 3/5 Nr. 5810,
ex SBB

1974 wurde von der MThB die Eb 3/5 Nr. 5810 Habersack zum Schrottpreis von 30'000 Franken gekauft. Sie musste 1975 wegen des schlechten Gesamtzustands ausser Betrieb genommen und in Fribourg remisiert werden.
1996 mussten die regelmässigen öffentlichen Dampfzüge auf der Strecke der Sensetalbahn wegen stetigen Passagierrückgangs eingestellt werden.
2000 wurde von der BLS der dieselelektrische Traktor Tm 75 gekauft, um Wagen sowie auch Dampflokomotiven in kaltem Zustand verschieben zu können.
2003 wurde auch die Konzession für die Strecke Laupen–Gümmenen aufgehoben. Die Geleise wurden in Laupen und Gümmenen vom übrigen Schienennetz abgetrennt und seither kann die Strecke nur noch von den Velodraisinen der Schienenvelo GmbH befahren werden.
2008 musste auch das Depot in Laupen verlassen werden, da der Mietvertrag gekündigt worden war. In der Folge wurde das dort noch verbliebene Rollmaterial nach Burgdorf verschoben.

### Revision von Dampflokomotiven im SBB-Depot Aebimatt in Bern

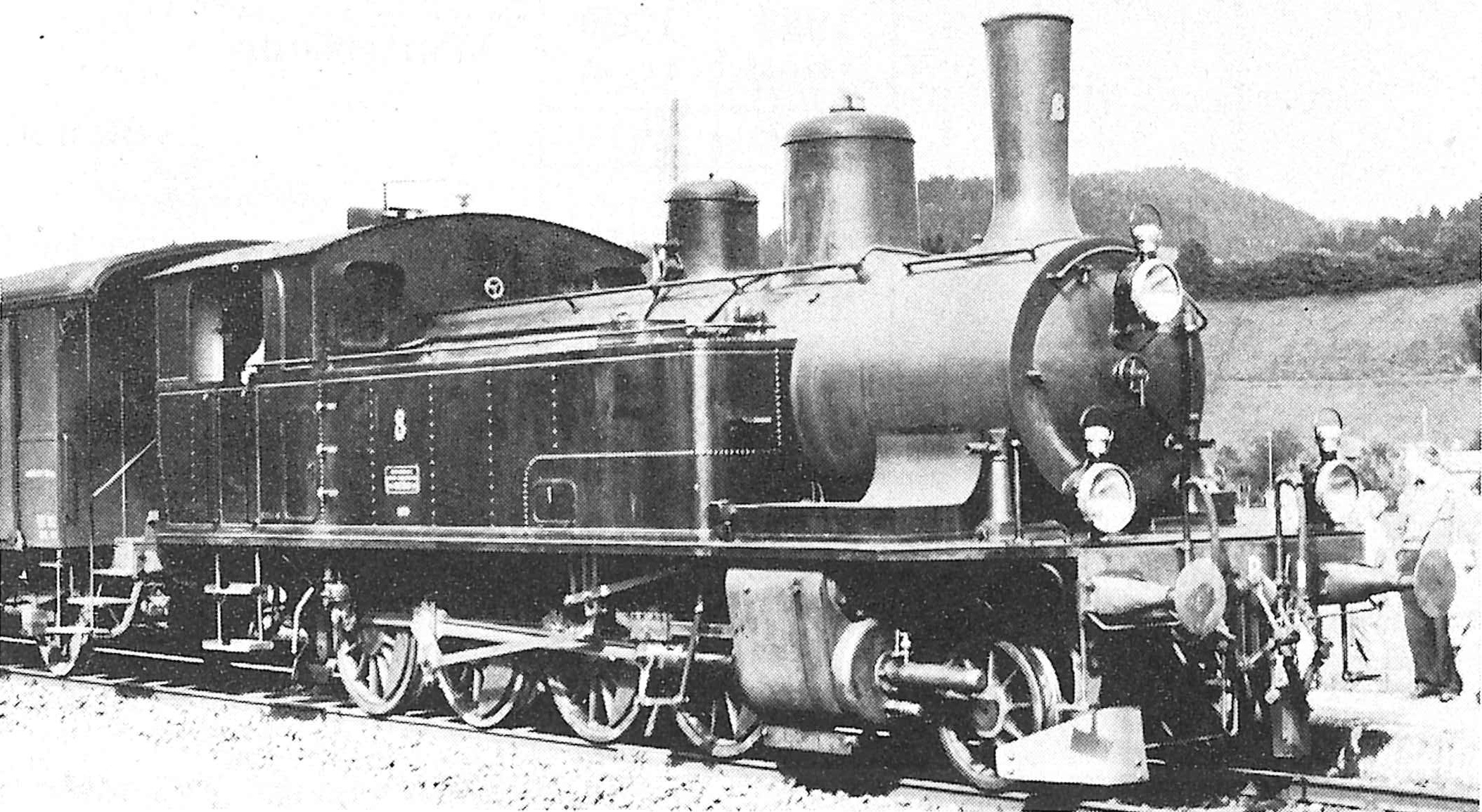
Dampflokomotive Ed 4/5 Nr. 8 der Emmentalbahn

Der Verein erhielt 1972 von der Emmental-Burgdorf-Thun-Bahn (EBT) die Dampflokomotive Ed 4/5 Nr. 8 geschenkt. Diese Lokomotive entspricht im Aufbau und ihren Grundmassen der Ec 4/5 der Thunerseebahn. Anstelle der Nassdampf-Verbundmaschine (n2v) hatte sie von Anfang an einen Überhitzer und eine Heissdampf-Zwillingsmaschine (h2). Zudem war ihre Höchstgeschwindigkeit aus betrieblichen Gründen auf 50 km/h beschränkt (deshalb die Bezeichnung Ed 4/5). Die anstehende Hauptrevision der Lokomotive dauerte bis 1977.
Auch die 1973 vom Von-Roll-Werk Klus geschenkte, ehemalige Werklokomotive E 3/3 Nr. 10 musste zuerst für eine Hauptrevision zerlegt werden. Die Revision dauerte bis 1983, seither trägt die Lokomotive wieder die ursprüngliche Bezeichnung JS 853.
Von 1986 bis 1989 erfolgte bei der E 2/2 Laufenburgerli und von 1989 bis 1993 bei der E 3/3 Lise eine Hauptrevision.

### Depot Burgdorf und Fahrbetrieb auf den Strecken der ehemaligen EBT und VHB
1978 wurde auf dem Streckennetz der EBT und der Vereinigten Huttwil-Bahnen (VHB) der Dampfbetrieb mit der Ed 4/5 Nr. 8 aufgenommen.
Nun konnte auch die seit 1972 in Revision befindliche E 3/3 Nr. 8522 der ST im ehemaligen Depot der Emmentalbahn in Burgdorf stationiert werden. Nachdem 1983 die Revision abgeschlossen worden war, wurde die Lokomotive bis 1987 leihweise durch den Verein Dampfbahn Bern für leichte Züge ab Burgdorf eingesetzt.
1985 wurde auch die Lokomotive Eb 3/5 Nr. 5810 nach Burgdorf überführt, um mit der Hauptrevision zu beginnen, welche bis Ende 2008 dauerte.

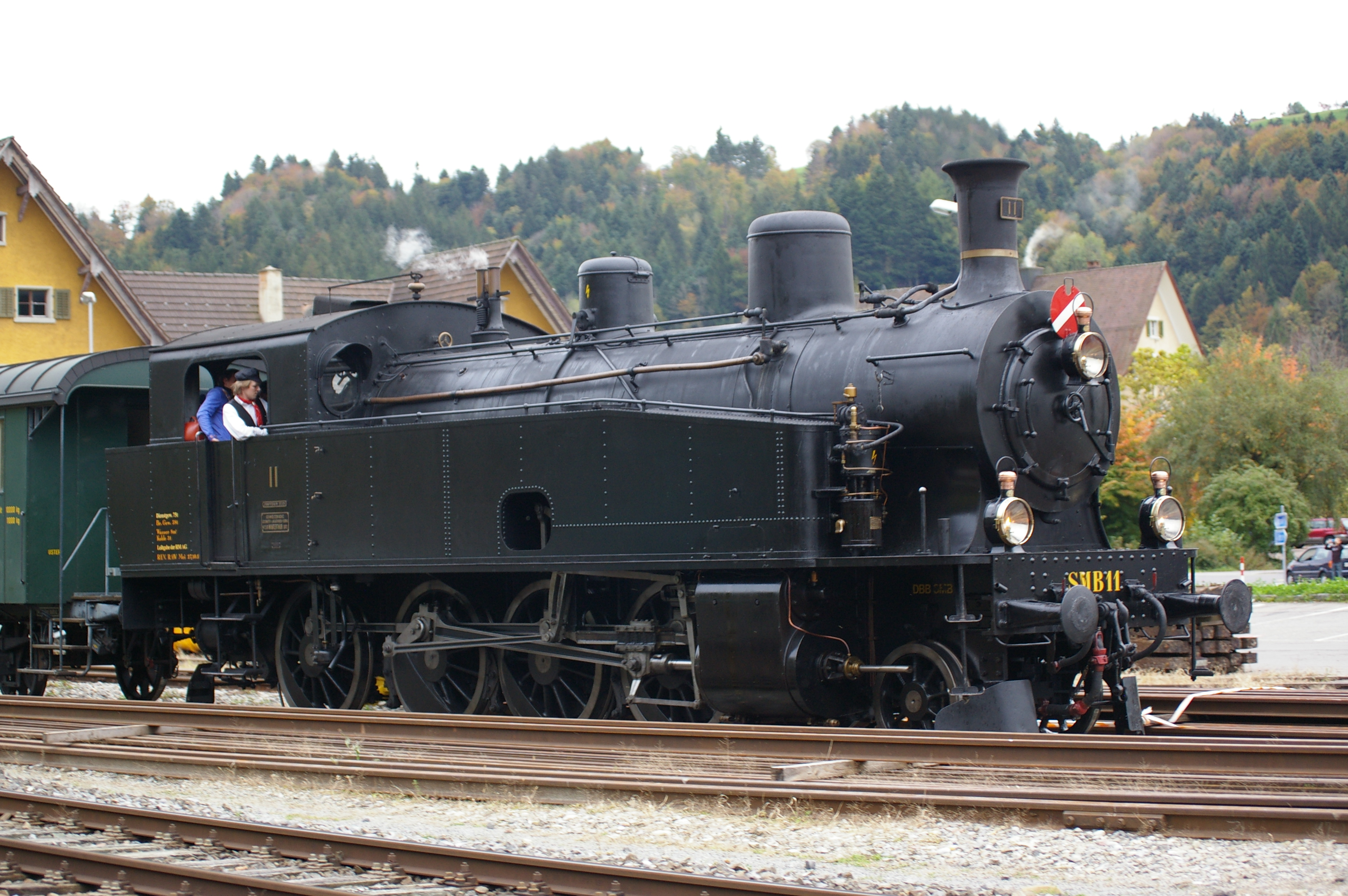
Dampflokomotive Ec 4/5 Nr. 11,
ex Solothurn-Münster-Bahn (SMB)

Nachdem die Dampflokomotive Ec 4/5 Nr. 11 der ehemaligen SMB mehrere Jahre auf dem Bahnhofplatz Oberdorf stand, wurde sie im Jahre 1986 vom Verein Dampfbahn Bern übernommen und vorerst im Depot Burgdorf untergestellt. 1992 wurde die Ec 4/5 Nr. 11 zur Hauptrevision ins Bahnbetriebswerk Meiningen (Deutschland) überführt und kehrte im selben Jahr betriebsbereit zurück.
1995 bedurfte die Lokomotive Ed 4/5 Nr. 8 einer grösseren Revision. Insbesondere wurde der Kessel nach Meiningen gesendet. Dort wurde ein neuer Kessel produziert, wobei der alte als Muster diente. 1999 wurde die Lokomotive wieder in Betrieb genommen.

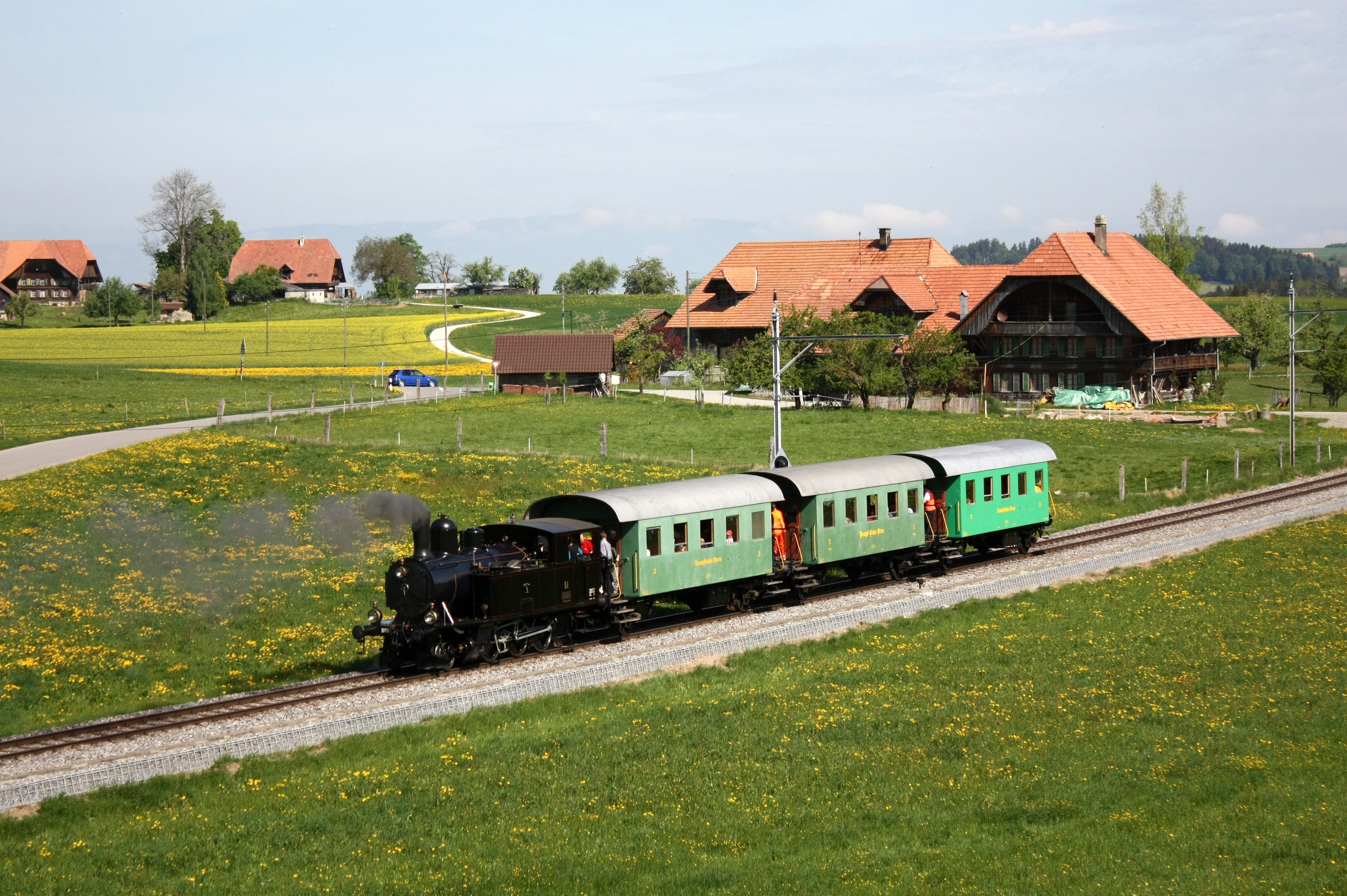
Dampflokomotive Ed 3/5 Nr. 51 mit Personenzug auf der Bahnstrecke Bern Fischermätteli–Schwarzenburg

1998 wurde vom Verein Dampflok 51 Schwarzenburg die Ed 3/4 Nr. 51 der ehemaligen Bern-Schwarzenburg-Bahn (BSB) zur Hauptrevision gebracht. Ziel war, die Lokomotive bis zum Jubiläum «100 Jahre Schwarzenburgbahn» im Jahr 2007 wieder in Betrieb nehmen zu können. Die Revision konnte aber erst im darauf folgenden Jahr abgeschlossen werden.
2006 fusionierte die aus EBT, VHB und SMB hervorgegangene Gesellschaft Regionalverkehr Mittelland (RM) mit der BLS, was für den Verein Dampfbahn Bern einige Veränderungen brachte:
- Die letzten zwei noch von der EBT beschafften elektrischen Traktoren Te 2/2 wurden von der neuen BLS AG nicht mehr benötigt und vom Verein übernommen.

- 2009 wurde auch auf dem letzten Teilstück der Strecke von Sumiswald-Grünen nach Huttwil BE der Bahnverkehr durch Busse ersetzt. Die Mitte der 1940er Jahre errichtete Oberleitung war nicht mehr zeitgemäss und verkehrssicher. So wurden anlässlich der Veranstaltung SlowUp Emmental-Oberaargau am 13. September 2009, bei dem die Hauptstrasse zwischen Sumiswald und Huttwil für den Autoverkehr gesperrt war, erstmals Dampfzüge des Vereins Dampfbahn Bern und des Vereins Historische Eisenbahn Emmental als "Busersatz-Bahn" eingesetzt. 2010 und 2011 fuhren anlässlich des SlowUp erneut Dampfzüge der beiden Vereine. Dabei reifte die Idee zur Gründung der Genossenschaft Museumsbahn Emmental.

- Von 2012 bis Mitte 2014 herrschte eine vollständige Streckensperre.[8]

- Da die BLS das von der RM übernommene Depot in Burgdorf der BLS-Stiftung[9] zur Verfügung stellen wollte, welche historische Elektro-Triebfahrzeuge der BLS und ihrer Vorgängerbahnen unterhält, wurde ab 2010 das Rollmaterial des Vereins Dampfbahn Bern nach Konolfingen verschoben.

### Depot Spiez und Fahrbetrieb auf dem Netz der BLS

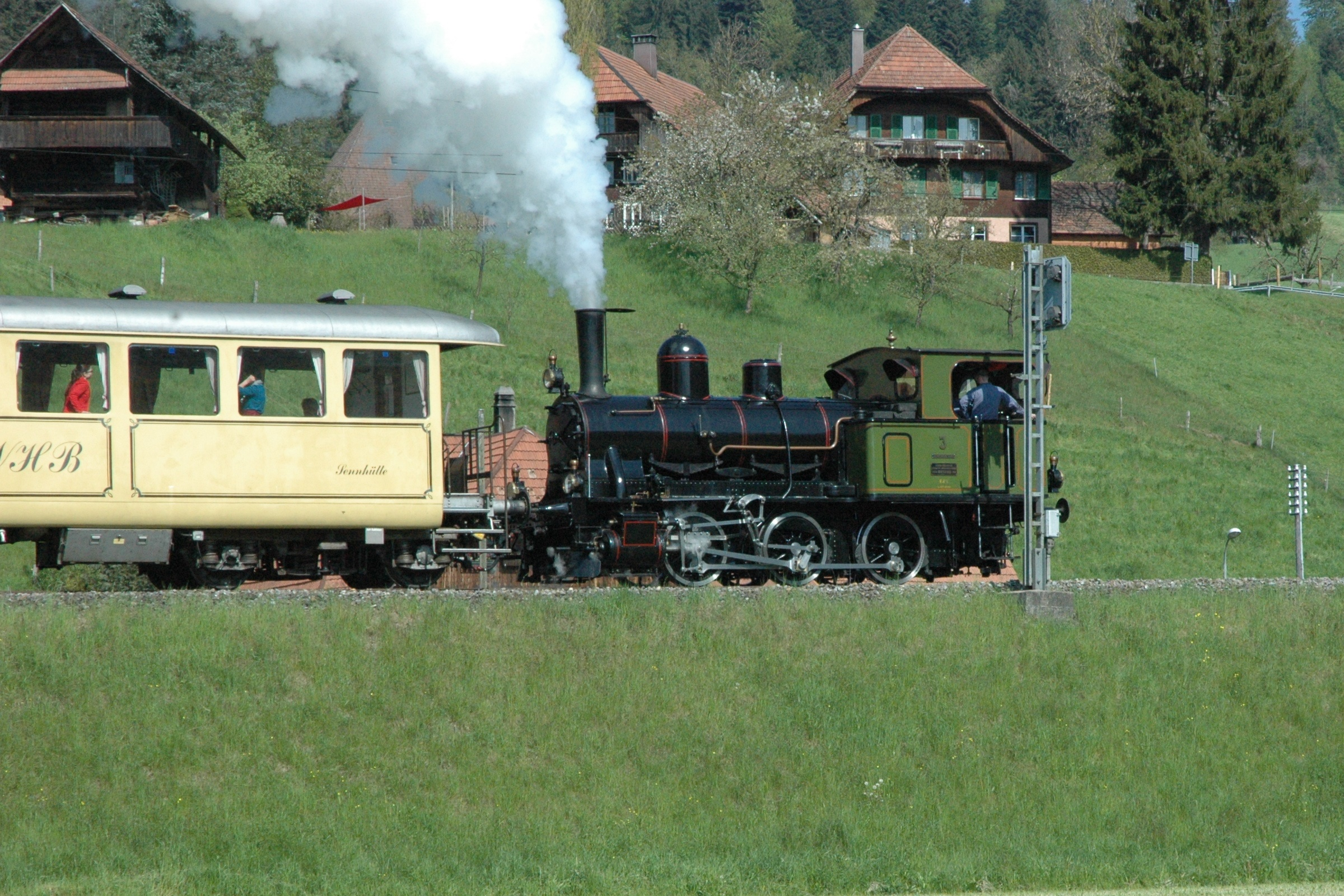
Dampflokomotive Ed 3/3 Nr. 3 ex Gürbetalbahn (GTB)

Im Jahre 1996 konnte der Verein Dampfbahn Bern von der BLS leihweise die Ed 3/3 Nr. 3 der ehemaligen Gürbetalbahn (GBT) übernehmen. Der Kessel dieser Lokomotive (Neubau durch die SLM im Jahre 1988) war aber als Folge einer Fehlkonstruktion schadhaft und musste in Meiningen mit einer neuen Feuerbüchse versehen werden.
Während Revisionen an der Lokomotive Ed 3/3 Nr. 3 wurde jeweils die ehemalige Gaswerk-Lokomotive E 3/3 Lise nach Spiez geholt.
Um die Dampfzüge auf dem Netz der BLS mit vereinseigenem Lokpersonal zu führen, wurde 1996 die Lokgruppe Spiez gegründet.
Seit der 1999 in Kraft getretenen Bahnreform gilt in der Schweiz der freie Netzzugang. Somit konnten nun auch die in Burgdorf stationierten Lokomotiven auf dem Netz der BLS eingesetzt werden. In der Folge wurde die Ed 3/3 Nr. 3 in Laupen stationiert.
2012 wurde das restliche sich noch in Spiez befindliche Material des Vereins nach Konolfingen verschoben.

### Depot in Konolfingen
Zeitgleich mit dem Bau der Burgdorf-Thun-Bahn (BTB) wurde 1899 in Konolfingen auch ein Depot für die Instandhaltung der Fahrzeuge und zum Bau der unterschiedlichsten Hilfsmittel gebaut. Erst mit dem Ende der Drehstromzeit wurde die Instandhaltung der Triebfahrzeuge nach Burgdorf verlegt. In Konolfingen wurden aber noch bis im Dezember 1965 die Güterwagen und Dienstwagen der gesamten EBT-Gruppe in Stand gehalten, neu gebaut oder modernisiert.
Nachdem das Depot dem Verein Dampfbahn Bern von der BLS zur Verfügung gestellt worden war, konnten am 22. August 2010 die ersten Fahrzeuge nach Konolfingen verschoben werden.

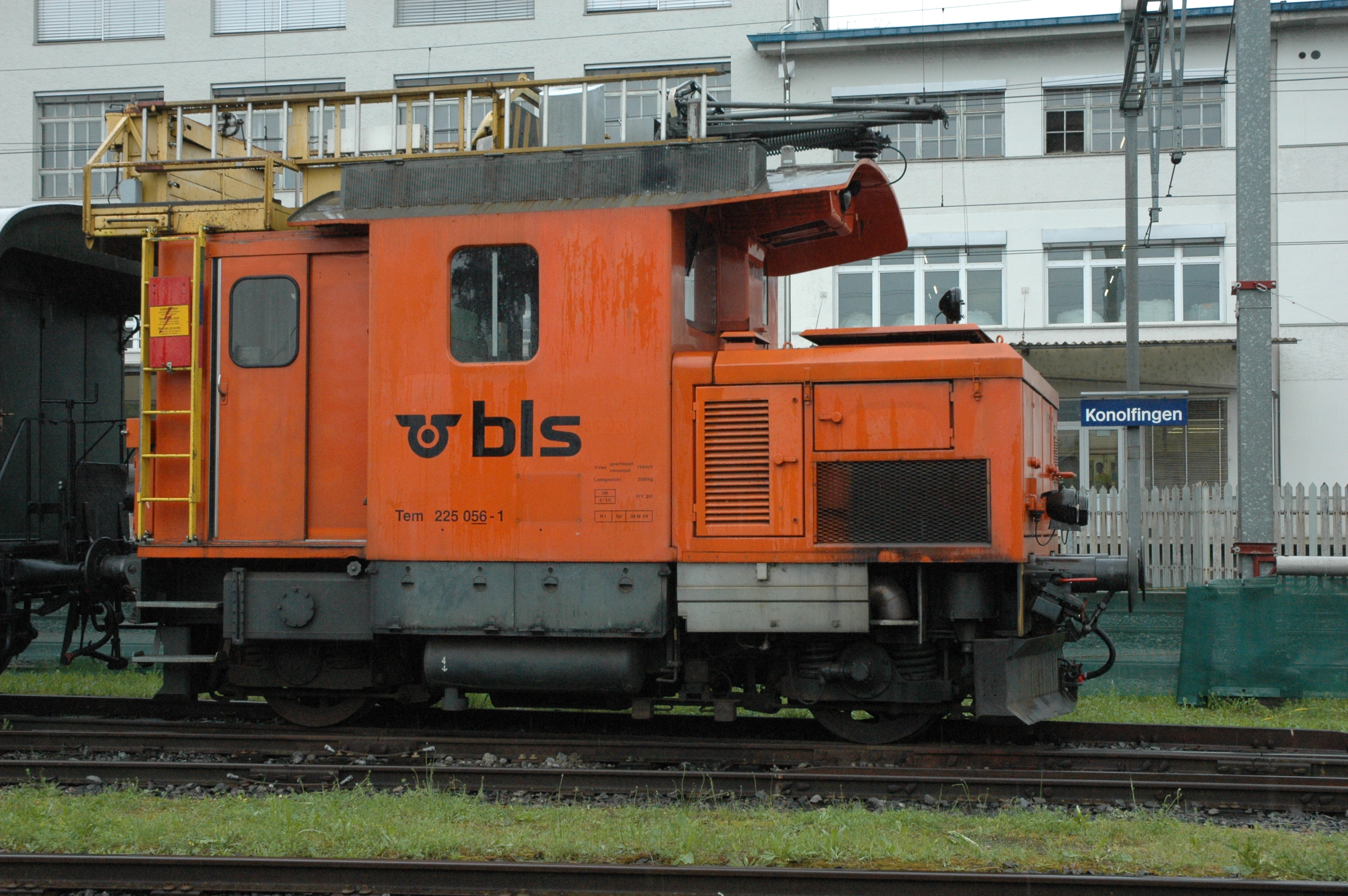
Traktor Tem 225 056 des Vereins Dampfbahn Bern (noch mit den Emblemen der BLS AG, die inzwischen entfernt worden sind)

Seit dem Spätsommer 2012 ist sämtliches Material des Vereins in Konolfingen untergebracht.
2014 nahm der Verein Dampfbahn Bern mit Extrafahrten und geöffneten Depot-Toren teil am Jubiläum "150 Jahre Eisenbahn in Konolfingen", bei dem der 150. Geburtstag der Bahn-Linie von Bern nach Langnau gefeiert wurde.
Im Mai 2016 konnte der BLS, die dieses Fahrzeug nicht mehr brauchte, der Zweikraft-Traktor Tem 225 056 (elektrisch/Diesel) abgekauft werden. Da der Traktor über die Zugsicherungssysteme Integra-Signum und ETM-S verfügt, kann er ohne Sonderbewilligung kurzfristig auf dem ganzen normalspurigen Netz der Schweiz, das nicht ETCS Level 2 voraussetzt, verwendet werden.
Anfang 2024 konnte von der SBB der zuletzt im Rangierbahnhof Basel stationierte Diesel-Traktor Tm II 647 übernommen werden, der eine fahrdrahtunabhängige Verschiebung von Dampflokomotiven und Wagen auf dem Depot-Gelände ermöglicht.
Gegen Ende 2024 kam dann auch noch die von der BLS nicht mehr gebrauchte und zur Verschrottung vorgesehene Elektrolokomotive Ce 4/4 315 zur Dampfbahn Bern. Es ist vorgesehen, die Lokomotive umfassend zu revidieren und gleichzeitig mit einer modernen Sicherheitsausrüstung zu versehen.

Lokomotive Nr. 3 Langnau der ehemaligen Emmentalbahn im Depot der Dampfbahn Bern

Im Hinblick auf das 2025 stattfindende Jubiläumsfest 150 Jahre Emmentalbahn konnte der Verein Dampfbahn Bern mit dem Verkehrshaus der Schweiz einen fünfjährigen Leihgabevertrag für die Dampflokomotive Ed 3/3 Langnau unterzeichnen. Die Langnau ist mit Baujahr 1881 die älteste noch erhaltene Dampflokomotive der Emmentalbahn. Rechtzeitig für das Jubiläum konnte die Lokomotive wieder in Betrieb genommen und dem Publikum an verschiedenen Feststandorten vorgeführt werden.
Im Mai 2005 konnten von der Wutachtalbahn 2 gut erhaltene 4-achsige Personenwagen mit offenen Plattformen der ehemaligen Emmental-Burgdorf-Thun-Bahn erworben und nach Konolfingen überstellt werden.

## Rollmaterial

### Dampflokomotiven
Aktuell vorhandene Dampflokomotiven

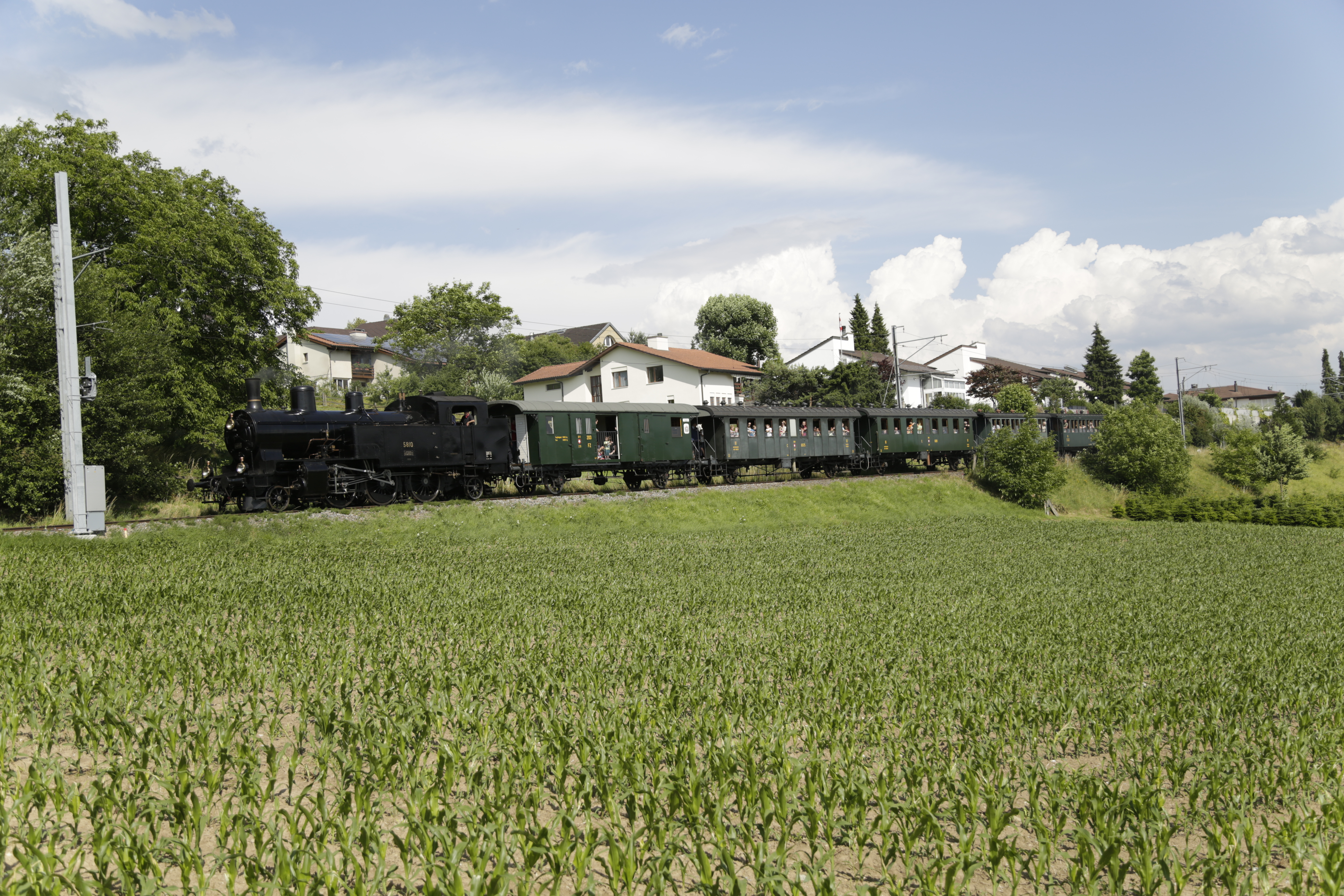
Dampflokomotive Eb 3/5 Nr. 5810 mit Personenzug auf dem Dreischienengleis Bremgarten–Wohlen

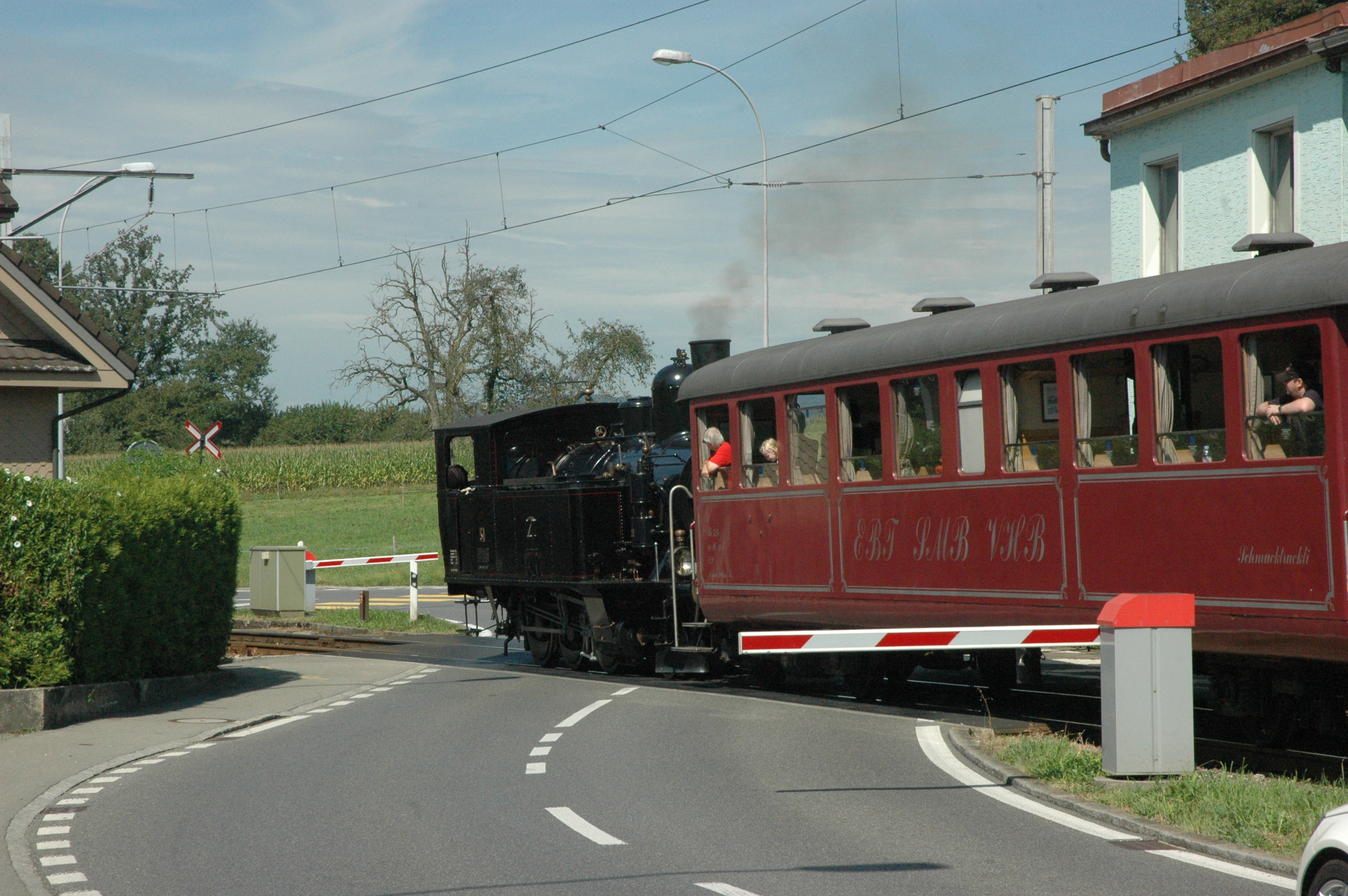
Dampflokomotive Ed 3/4 Nr. 51 auf der Strecke der Seetalbahn in Ballwil

- SBB Eb 3/5 5810 (90 85 0005 810-6, 1911)
- SMB Ec 4/5 11 (90 85 0006 811-3, 1911, ex Solothurn-Münster-Bahn, ausser Betrieb)
- EB Ed 3/3 3 Langnau (90 85 0007 203-2, 1881, ex Emmentalbahn, Leihgabe des Verkehrshaus Luzern)
- BSB Ed 3/4 51 (90 85 0007 451-7, 1906, ex Bern-Schwarzenburg-Bahn)
- EB Ed 4/5 8 (90 85 0007 708-0, 1914, ex Emmentalbahn, ausser Betrieb)
- E 3/3 Lise (90 85 0008 441-7, 1908, ex Gaswerkbahn, Bauart SBB E 3/3 Tigerli)
- GTB Ed 3/3 3 (90 85 0008 543-0, 1901, ex Gürbetalbahn, Bauart Tigerli), ausser Betrieb
- JS E 3/3 853 (90 85 0008 573-7, 1890, ex Jura-Simplon-Bahn (JS), ex SBB 8573, ex RVT 7, ex Von Roll Klus 10)

Ehemalige Dampflokomotiven
- E 3/3 5 Tigerli (90 85 0008 479-7, 1907, ex SBB 8479, Leihgabe der Sursee-Triengen-Bahn (ST), seit 1972 wieder bei der ST)[15]
- E 3/3 8522 Tigerli (90 85 0008 522-4, 1913, ex SBB, Leihgabe der ST, seit 1987 wieder bei der ST)
- E 3/3 11 (1890, ex JS 855, ex SBB 8575, ex RVT 8, ex Von Roll Klus 11,[16] seit 1983 ausser Betrieb, seit 2007 in Privatbesitz)
- E 2/2 (Leihgabe des Kraftwerks Laufenburg, seit 1997 in Besitz der Stadt Blumberg)

### Elektrolokomotive

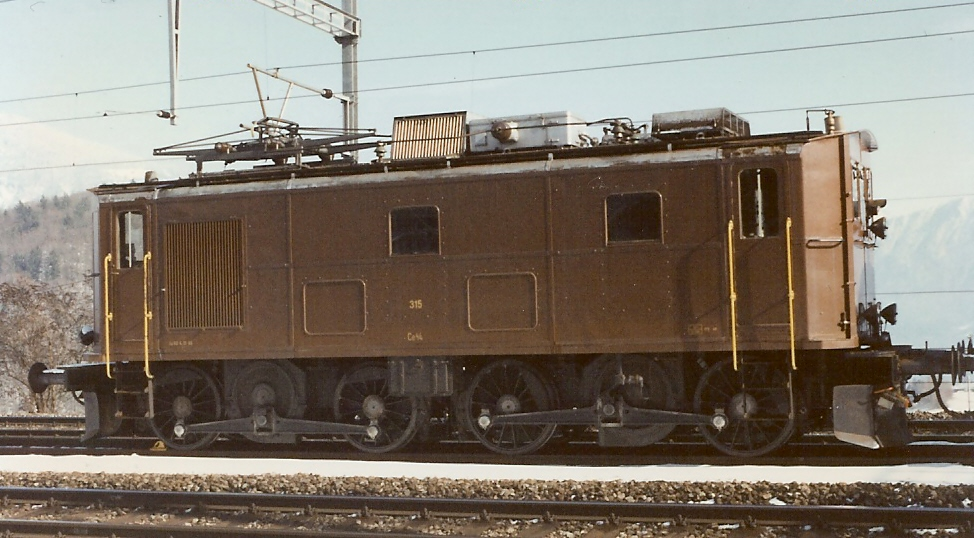
Elektrolokomotive Ce 4/4 Nr. 315

- BLS Ce 4/4 315 (91 85 4405 315-3, 1956 umgebaut aus BN Be 4/6 (1922), ausser Betrieb)

### Traktoren
Aktuell vorhandene Traktoren
- Te I 155 (97 85 1215 025-8, 1946, ex EBT, ex RM 216 325)
- Te I 157 (97 85 1215 027-4, 1946, ex EBT, ex RM 216 327)
- Tem 225 056 (97 85 1225 056-1, 1967, ex BLS)
- SBB Tm II 647 (98 85 5230 647-0, 1958)

Ehemalige Traktoren
- Tm 75 Muneli (98 85 5235 175-7, 1953, ex Pulverfabrik Wimmis, ex BLS 235 075, 2016 verschrottet)
- Tm (Breuer Traktor Typ V, 1951, Fabrik-Nr. 3039, ex Von Roll,[17] Leihgabe, seit 2016 wieder in Privatbesitz)

### Personen- und Gepäckwagen

Personenwagen ABi Nr. 430 und 431, eingereiht in einen Dampfzug der Wutachtalbahn

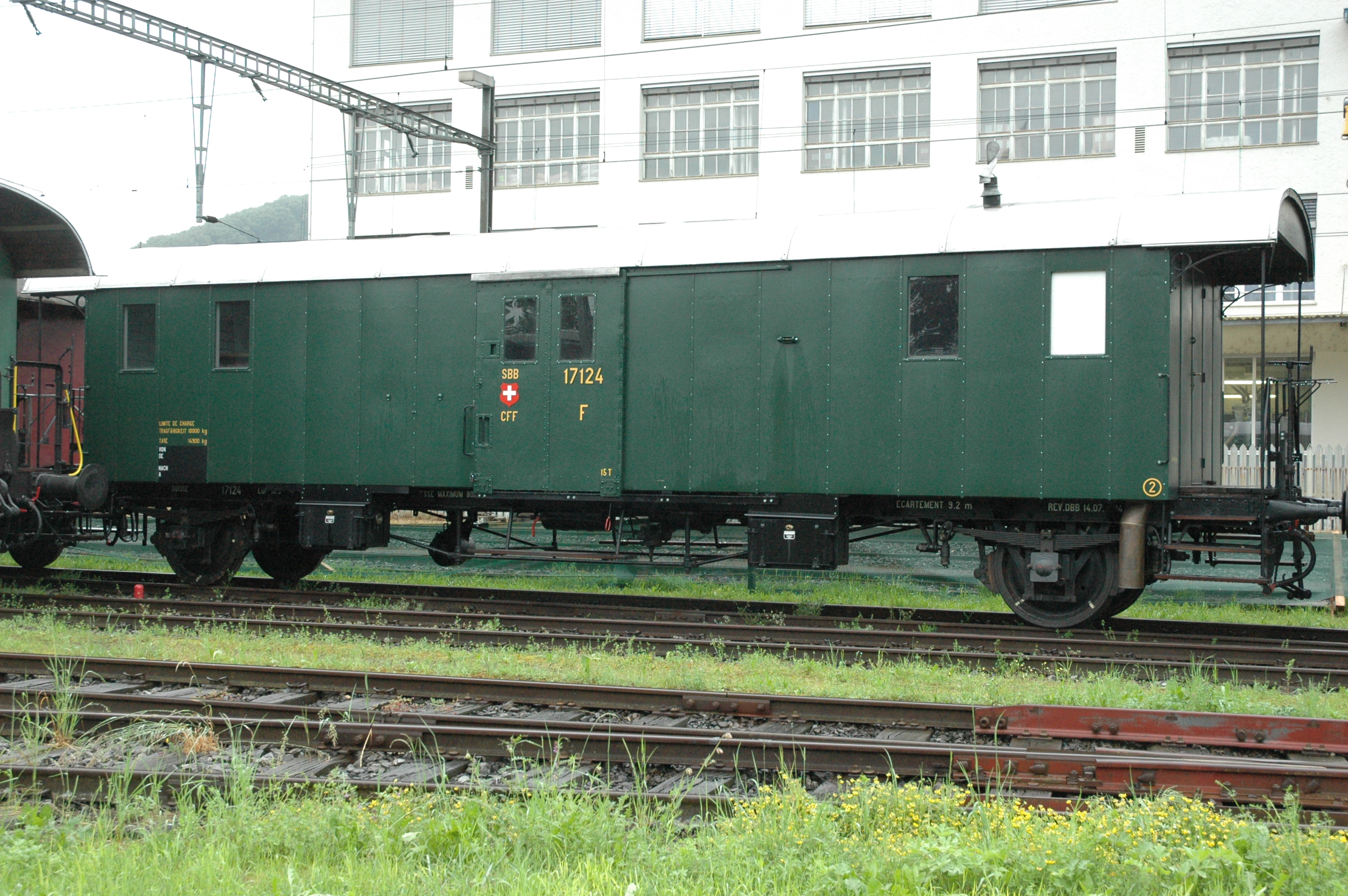
Gepäckwagen F2 Nr. 17124, äusserlich in den Ursprungszustand versetzt

- ABi 430 (55 85 3903 430-3, ex EBT, 1942 umgebaut aus 2-achsigem Holzkastenwagen mit offenen Plattformen der Emmentalbahn (EB) von 1909)
- ABi 431 (55 85 3903 431-1, ex EBT, 1942 umgebaut aus 2-achsigem Holzkastenwagen mit offenen Plattformen der EB von 1909)
- Bi 523 Sennhütte (55 85 2903 523-7, 1934, ex EB, ex EBT, Leichtstahlwagen mit offenen Plattformen)
- Bi 524 Schmucktruckli (55 85 2903 524-5, 1934, ex EB, ex EBT, Leichtstahlwagen mit offenen Plattformen)
- Bi 7761 (55 85 2903 761-3, 1910, ex SBB, ausser Betrieb)
- B2 3503 (55 85 8929 503-6, 1902, ex SBB, ausser Betrieb)
- BC 5117 (55 85 8923 117-1, 1950, ex SBB ABi, Leichtmetallwagen Typ «Seetal»)
- BCF 4652 (55 85 8923 652-7, 1947, ex SBB ABDi, Beiwagen zum Roten Pfeil)
- C2 5 (55 85 2823 005-2, 1911, Umbau 1953, ex ÖBB, Spantenwagen)
- C2 6 (55 85 2823 006-0, 1915, Umbau 1954, ex ÖBB, Spantenwagen)
- C2 7 (55 85 2823 007-8, 1917, Umbau 1953, ex ÖBB, Spantenwagen, ausser Betrieb)
- C2 8 (55 85 2823 008-6, 1916, Umbau 1955, ex ÖBB, Spantenwagen, ausser Betrieb)
- F2 17124 (55 85 8929 124-1, 1917, ex SBB)
- SR 802 Bistrostübli (55 85 8929 802-2, 1965, ex BLS Db 952, Begleitwagen Sputnik)

### Güterwagen

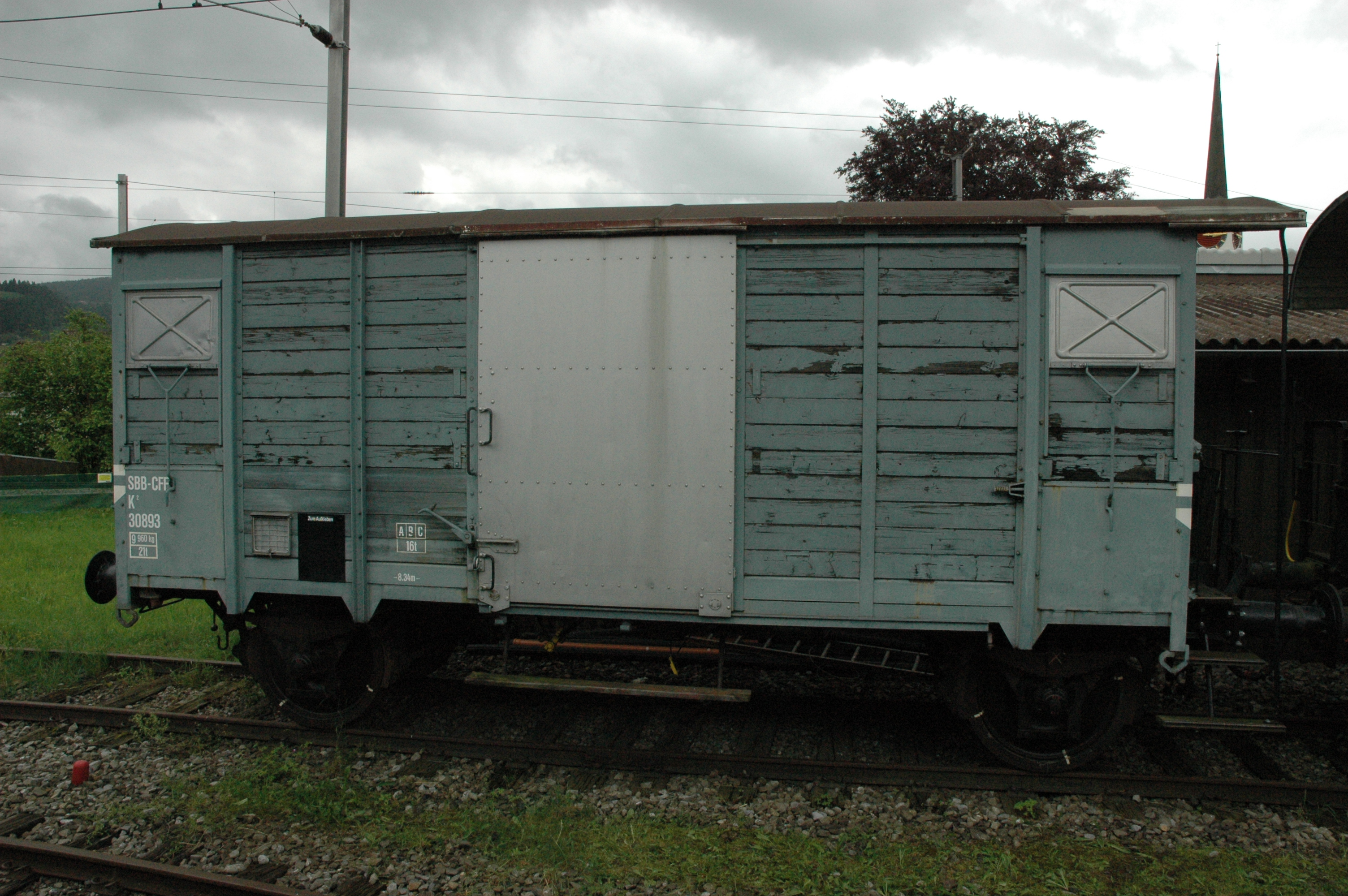
Gedeckter Güterwagen K2 Nr. 30893, in historisch korrekter grauer Farbgebung

- K2 30893 (40 85 9400 893-5, 1894, ex SBB, Gedeckter Güterwagen Bauart Gklm)
- K2 30771 (40 85 9406 001-9, 1897, ex SCB, ex SBB, Bauart Gklm)
- X 9315 (40 85 9400 315-9, 1967, ex BLS, Offener Güterwagen Bauart E, ausser Betrieb)